# Alexandre Besredka
Alexandre Mikhalovich Besredka est un médecin, biologiste et immunologue français, né à Odessa (alors en Russie) le 27 mars 1870 et décédé à Paris 15e le 28 février 1940.

## Biographie
Besredka fait l'essentiel de sa carrière à l'Institut Pasteur, dont il devient directeur à la mort de Metchnikov.
Il est le premier à avoir démontré, dès le début du XXe siècle, les effets de la désensibilisation dans les cas d'allergie[réf. souhaitée]. Il découvre comment lutter contre l'anaphylaxie lors de l'emploi de sérums animaux. Sa méthode, qui consiste à injecter de manière répétée, avant une intervention de sérothérapie, des doses de produit allergisant insuffisantes pour déclencher une allergie, mais suffisantes pour éviter une maladie sérique, est connue sous le terme de « méthode Besredka »,. Besredka avait utilisé pour sa démonstration un cobaye auquel il avait injecté un sérum de cheval.
Il a une importante activité en bactériologie et est un des précurseurs de la phagothérapie, toujours pratiquée en Géorgie, Pologne et Russie, et initiée par Félix d'Herelle. Il met au point « l'antivirus de Besredka », un pansement humide imprégné de souches de staphylocoques et de streptocoques, afin de guérir des plaies septiques. Cette méthode thérapeutique par phagocytose rencontre un vif succès, mais est abandonnée après la découverte des sulfamides. De violentes querelles d'école l'opposent à Fleming, qui pense alors que sa pénicilline agit selon le même mécanisme de phagocytose.
Besredka définit un antivirus comme étant « des substances microbiennes capables de vaccinations locales sans l'introduction d'anticorps » et propose l'extension de ce principe à d'autres types de maladies ; il expérimente chez le singe cette méthode par voie orale pour lutter contre le typhus, tout en rejetant l'idée de phagocytose.